# Crvsko
Crvsko (cyr. Црвско) – wieś w Serbii, w okręgu zlatiborskim, w gminie Sjenica. W 2011 roku liczyła 75 mieszkańców.